# Takeshi Kitano
Takeshi Kitano (født 18. januar 1947) er en japansk skuespiller. Han er kendt fra blandt andet Merry Christmas, Mr. Lawrence fra (1983).